# Wojciech Kubiak (generał)
 Wojciech Kubiak (ur. 28 września 1951 w  Chojnicach) – generał dywizji Wojska Polskiego w stanie spoczynku, dowódca 1 pułku czołgów (1982–1986), dowódca 16 Pomorskiej Dywizji Zmechanizowanej (1988–1992), zastępca szefa sztabu Wojsk Lądowych (2004–2007).

## Życiorys
Wojciech Kubiak syn Stefana urodził się 28 września 1951 w Chojnicach. W 1969 podjął studia jako podchorąży w Wyższej Szkole Oficerskiej Wojsk Pancernych w Poznaniu. Promowany w 1973 na podporucznika. Służbę zawodową rozpoczął jako dowódca plutonu czołgów, a następnie dowódca kompanii czołgów w 16 pułku czołgów w Słupsku. W 1977 został skierowany na studia w Akademii Wojsk Pancernych w Moskwie, które ukończył w 1980, po czym został skierowany do Ostródy, gdzie objął stanowisko szefa sztabu 35 pułku czołgów. W latach 1982–1986 dowodził 1 pułkiem czołgów w Elblągu. W 1986 został wyznaczony na szefa sztabu 16 Pomorskiej Dywizji Zmechanizowanej w Elblągu, następnie jej dowódcą (1988–1992). W latach 1993–1994 zajmował stanowisko zastępcy szefa sztabu Warszawskiego Okręgu Wojskowego ds. operacyjnych, później objął funkcję szefa szkolenia – zastępcy dowódcy Pomorskiego Okręgu Wojskowego. 
10 listopada 1994  awansowany na stopień generała brygady przez prezydenta Rzeczypospolitej Polskiej Lecha Wałęsę. W 1997 uczestniczył w kursie w rzymskiej akademii NATO. W tym samym roku objął funkcję zastępcy szefa szkolenia Dowództwa Wojsk Lądowych, a od kwietnia tego roku był zastępcą dowódcy Wojsk Lądowych ds. ogólnych. W latach 2000–2004 pełnił obowiązki szefa Generalnego Zarządu Dowodzenia i Łączności (P-6) Sztabu Generalnego Wojska Polskiego. 15 sierpnia 2002 podczas uroczystości z okazji Święta Wojska Polskiego na dziedzińcu Belwederu został awansowany na stopień generała dywizji. Akt mianowania odebrał z rąk prezydenta RP Aleksandra Kwaśniewskiego. W latach 2004–2007 był zastępcą szefa sztabu Wojsk Lądowych. W 2007 po 38 latach służby zakończył zawodową służbę wojskową.

## Awanse
- podporucznik – 1973[1]

(...)
- generał brygady – 11 listopada 1994[6][2]
- generał dywizji – 15 sierpnia 2002[7]

## Ordery, odznaczenia i wyróżnienia
- Krzyż Kawalerski Orderu Odrodzenia Polski – 1999[8]
- Odznaka pamiątkowa 1 pułku czołgów – 1983 (ex officio)
- Odznaka pamiątkowa 16 Pomorskiej Dywizji Zmechanizowanej – 1988 (ex officio)
- Wojskowa Odznaka Sprawności Fizycznej I stopnia

i inne